# Bistum Tacuarembó
Das Bistum Tacuarembó (lateinisch Dioecesis Tacuarembiana, spanisch Diócesis de Tacuarembó) ist ein in Uruguay gelegenes römisch-katholisches Bistum mit Sitz in Tacuarembó. Es gehört zur Kirchenprovinz Montevideo.

## Geschichte
Das Bistum Tacuarembó ist aus einem Teil des Bistumsgebiets von Florida hervorgegangen und wurde am 22. Oktober 1960 errichtet. Zum Bistum gehören sechzehn Pfarreien mit etwa 100.000 römisch-katholischen Christen. Ihre pastorale Betreuung gewährleisten elf Diözesanpriester und neun Patres. Dabei werden sie von acht Diakonen im Ständigen Diakonat, fünfunddreißig Ordensschwestern und zwölf Ordensbrüdern unterstützt.

## Bischöfe von Tacuarembó
- Carlos Parteli Keller (1960–1966), dann Koadjutorerzbischof von Montevideo
- Miguel Balaguer (1966–1983)
- Daniel Gil Zorrilla SJ (1983–1989), dann Bischof von Salto
- Julio César Bonino (1983–2017)
- Pedro Ignacio Wolcan Olano (seit 2018)